# Sergei Anatoljewitsch Torop
Sergei Anatoljewitsch Torop, besser bekannt als Vissarion oder Wissarion (russisch Сергей Анатольевич Тороп beziehungsweise Виссарион, wissenschaftliche Transliteration Sergej Anatol'evič Torop) (* 14. Januar 1961 in Krasnodar), ist der Gründer einer religiösen Bewegung und Ökosiedlung in der sibirischen Taiga. Er wird von seinen Anhängern als Wiederkunft Jesu von Nazaret betrachtet. Der ehemalige Handwerker und Polizeibeamte gründete nach einem Erweckungserlebnis im Jahre 1991 die „Kirche des Letzten Testaments“. Mittlerweile siedeln über 4000 Anhänger in dieser ökologisch-spirituell orientierten Gemeinschaft.
In westlichen Ländern ist er hauptsächlich durch Filmdokumentationen und Zeitungsberichte bekannt. Von den Medien wird Torop auf Grund seiner äußeren Erscheinung – er trägt lange weiße (früher rote) Gewänder und lange, dunkle, glatte Haare, die viele Menschen an das Aussehen Jesu erinnern – auch als „Jesus Sibiriens“ oder „Messias der Taiga“ bezeichnet.

## Leben
Sergei Anatoljewitsch Torop kam 1961 als Sohn Nadeschda Torops und des Bautechnikers Anatoli Torop zur Welt, die seinen eigenen Angaben nach nicht religiös waren. Durch den engen familiären Kontakt zu seinem Onkel Wiktor, der dem Malen sehr zugetan war, entwickelte Torop bereits im Kindergarten ein ungewöhnliches zeichnerisches Talent. Im Jahre 1968 trennten sich seine Eltern, und während sein Vater in Krasnodar blieb, zog die Mutter mit Sergei und dessen Schwester in die sibirische Siedlung Schuschenskoje, wo mehrere Verwandte lebten. Dort ging sie eine Beziehung zu einem Mann namens Nikolai ein und die vier – Sergei, seine Schwester, seine Mutter sowie deren Freund – zogen noch im gleichen Jahr in das Nachbardorf Iljitschowo.
In Iljitschowo wurde Sergeis Schwester Irina geboren, bevor die Familie im Sommer 1972 nach Krasnodar zurückkehrte. Auch dort blieb sie nicht sesshaft, und es folgten mehrere weitere Umzüge zurück nach Sibirien, unter anderem im Sommer 1973 in die Kleinstadt Uschur und schließlich im Sommer 1975 nach Minussinsk. In jener Stadt im Süden der Region Krasnojarsk am Oberlauf des Jenissei beendete Torop die zehnjährige Schule. Anschließend leistete er seinen Wehrdienst ab, währenddessen er bei einem Bautrupp in der Mongolei diente. Nach der Beendigung des Dienstes kehrte er im Sommer 1981 nach Krasnodar zurück, zog aber schon im Januar 1982 erneut nach Minussinsk. Dort absolvierte er in den folgenden Monaten eine Ausbildung zum Metallarbeiter und Verkehrspolizisten und lernte die zu jenem Zeitpunkt vierundzwanzigjährige Ljuba (* 1960) kennen. Am 24. November 1984 heiratete das Paar.
Torop verdiente sich neben seiner beruflichen Tätigkeit noch als Maler und Zeichner Geld zum Lebensunterhalt: Er fertigte in seiner Freizeit zahlreiche Pastellzeichnungen von Heiligen, Stillleben, Personen und abstrahierten menschlichen Charaktereigenschaften an. Im Frühling 1990 erhielt er vom Kirchenvorsteher der Gemeinde in Nikolo-Petrowka den Auftrag, die dortige Kirche mit Malereien auszuschmücken, woraufhin er zwei überlebensgroße Gemälde von Maria und von Nikolaus von Myra anfertigte, die an der Eingangspforte befestigt werden sollten. Ljuba hatte derweil den Wunsch geäußert, nach Krasnodar zu reisen, um die Familie ihres Ehemannes kennenzulernen. Torop war jedoch nicht in der Lage, genügend Geld für eine solche Reise zurückzulegen, bis er Ende des Jahres 1990 für einige seiner Werke eine größere Summe erhielt. Im Mai 1991 wurde ihm für die Schaffung von Heiligenbildern in einer Abakaner Kirche erneut eine hohe Entlohnung zuteil. Wenige Tage später erhielt er jedoch vom Kirchenvorsteher aus Nikolo-Petrowka die Nachricht, dass mehrere Gemeindemitglieder nicht mit seinen Werken einverstanden seien. Torop weigerte sich, seine Gemälde zu verändern und war so gezwungen, sie zurückzunehmen und den bereits erhaltenen Lohn zurückzuzahlen, wodurch die Familie erneut kaum finanzielle Mittel besaß.
Wissarion ist, nach der einvernehmlichen Trennung von seiner ersten Frau Ljubow, mit der er fünf Kinder hat, jetzt mit Sofia (* 1988) verheiratet.
Am 22. September 2020 wurde Wissarion in seinem Domizil vom russischen Geheimdienst verhaftet und in ein Gefängnis überführt. Die Anklageschrift wirft ihm finanzielle und seelische Ausbeutung vor.

## Gemeinschaftsgründung
Bereits in den 1980er Jahren hatte Torop eigenem Bekunden zufolge mehrere „helle Momente“, in denen er gewahr wurde, für Höheres bestimmt zu sein. Im Mai 1991, einen Tag nach der Lohnrückzahlung an die Kirche von Nikolo-Petrowka, sah er im Fernsehen eine Dokumentation über Friedhöfe in Russland, auf denen im Zuge der Wirren während der Auflösung der Sowjetunion Heiligtümer geschändet und zerstört worden waren und meint, im Anschluss in seiner Malerwerkstatt die Erweckung erfahren zu haben. Torop ließ diese später folgendermaßen beschreiben:

„Und, während Er in tiefem Nachdenken und Kummer verblieb, spürte Er, wie sich etwas Großartiges in Ihm entwickelte, erwachte und erhob. Im nächsten Moment begann Glockenklang den Raum Seines Zimmers zu erfüllen. Und Weihrauchgeruch berührte sanft Seine Sinne, in den Ohren aber erklang ein ruhmreicher Gesang himmlischer Stimmen. Und aus Seinem Inneren stürmte das Mächtige und warf die Hülle von sich, die bisher dieses Feuer zurückgehalten hatte.“

Torop nannte sich in der Folge Wissarion und sieht sich seither als Reinkarnation Jesu Christi. Wenige Monate später, am 18. August 1991, dem Tag des Augustputsches in Moskau, hielt er im Dorf Gorodok unweit von Minussinsk seine erste Predigt vor 33 Zuhörern.
Innerhalb weniger Wochen gelang es ihm, mehrere Dutzend Jünger oder Anhänger um sich zu sammeln, wobei nicht klar ist, ob diese ihm folgten, weil sie ihn tatsächlich für den Messias hielten, oder lediglich, weil ihnen seine Ideen, Einstellungen und Wesenszüge zusagten. Gemeinsam mit seinen „Jüngern“ siedelte sich Torop in einer weiten Taigaebene am Rande des Sajangebirges im südlichen Zipfel der Region Krasnojarsk an. Der nächstgrößere Ort ist die 70 Kilometer westlich gelegene Siedlung Kuragino. Das Siedlungsgebiet der Gemeinschaft liegt fast 1000 Kilometer westlich des Baikalsees und wird vom Kasyr, dem rechten Quellfluss des Jenissei-Nebenflusses Tuba, durchflossen. In den folgenden Jahren kauften die Mitglieder der Gemeinschaft die Flächen umliegender Dörfer auf, um zu expandieren, und die ursprünglichen Bewohner zogen in andere Gebiete. Als Hauptorte etablierten sich die vier Dörfer Petropawlowka, Tscheremschanka, Scharowsk und Guljajewka, welche alle am Kasyr liegen.

### Innere Organisation
In der „Zone“, wie die umgangssprachliche Eigenbezeichnung lautet, wurden schlichte Holzhäuser errichtet und man begann, Subsistenzwirtschaft zu betreiben. Zu diesem Zweck besitzt jedes Grundstück etwa 2500 Quadratmeter Ackerland, auf denen Gemüse und Kräuter angebaut werden. Ziegen und Kühe dienen als Milchlieferanten und Pferde als Arbeitstiere. Auf Gemeinschaftsfeldern außerhalb der Siedlungen baut man Kartoffeln und Getreide an und bringt Heu ein. Die Mitglieder der Gemeinschaft leben in der überwiegenden Mehrheit vegan, zumindest aber vegetarisch. Drogen, einschließlich Alkohol und Tabak, werden nicht konsumiert. 1995 gab Wissarion der Gemeinschaft die Bezeichnung „Ökopolis Tiberkul“ (nach dem gleichnamigen See), um den ökologisch-spirituellen Grundgedanken zu betonen. Die Mitglieder der Gemeinschaft, die aus allen Schichten der Gesellschaft stammen, suchen zumeist ein neues, mit der Natur verbundenes Lebensgefühl, schlicht und losgelöst von der Industriegesellschaft. Innerhalb der Gemeinschaft gibt es keine sozialen Absicherungen, die jedoch auch kaum vonnöten sind, da kein Geld im Umlauf ist und so keine sozialen Unterschiede bestehen. Anfang des Jahres 2006 errichtete man in der Region einen Mobilfunkmasten, um per Mobiltelefon die Kommunikation in der dünn besiedelten Taiga zu erleichtern.

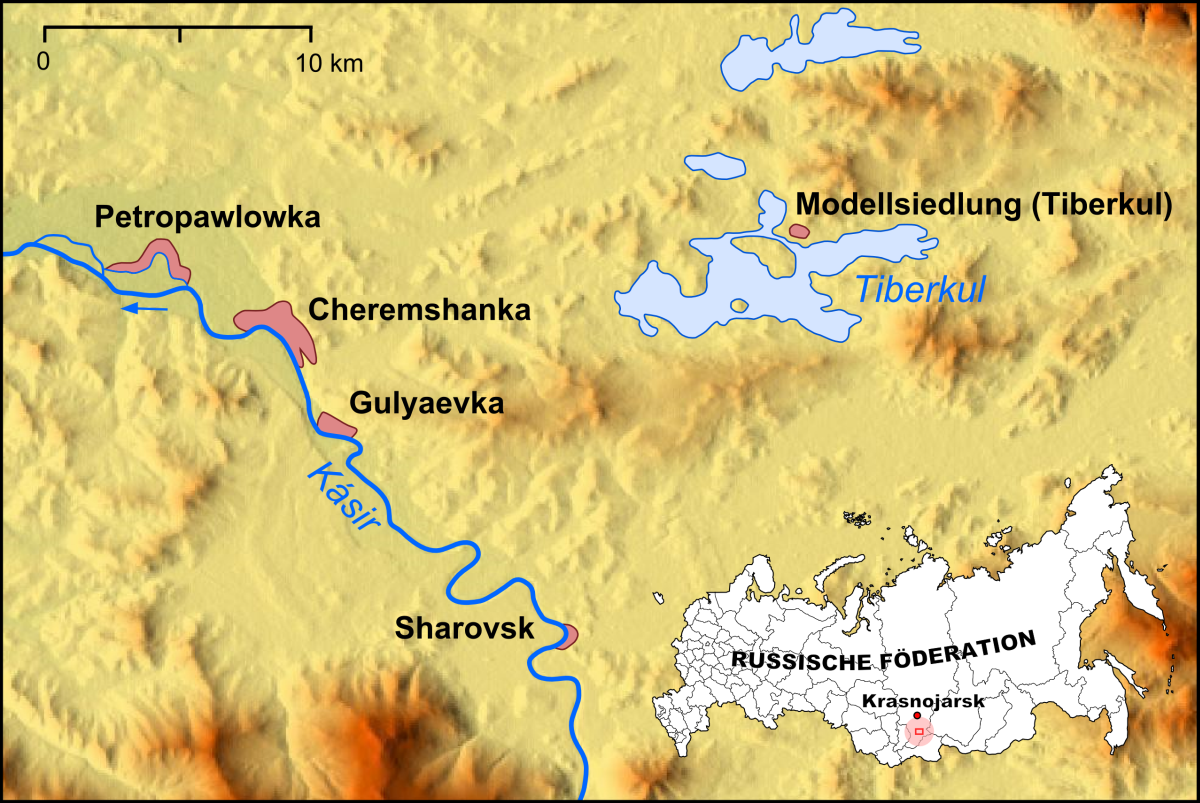
Zentrales Siedlungsgebiet der „Kirche des Letzten Testaments“

Heutzutage zählt die Ökopolis Tiberkul, die sich mittlerweile über 35, bis zu 100 Kilometer auseinander liegende Dörfer und Ansiedlungen erstreckt und der gut 4000 Menschen angehören, zu den größten Selbstversorger-Projekten der Welt. Ferner wurde von Wissarion ein neuer Kalender eingeführt, der die „Ära der Morgenröte“ beschreibt und mit seiner Geburt im Jahre 1961 einsetzt.
Über das Jahr verteilt werden drei große Feste gefeiert, zu denen sich die Bewohner aller Dörfer der Ökopolis versammeln. Am 14. Januar, dem Geburtstag Wissarions, wird das Neujahrsfest zelebriert. Dem Frühlingsfest am 14. April ist eine Fastenwoche vorgelagert und das Sommerfest fällt auf den 18. August, den Jahrestag seiner ersten Predigt.
Bei der medizinischen Versorgung werden naturheilkundliche Verfahren präferiert. In Petropawlowka existiert allerdings ein medizinisches Zentrum, das, ebenso wie alle Zahnarztpraxen der Siedlungen, mit modernen elektrischen Geräten ausgestattet ist. Waren die Gebäude anfangs noch schlichte Holzbauten, ist man nun bestrebt, sie fantasievoller umzubauen und zu schmücken, mit dem Ziel, märchenhaft-idyllische Dörfer zu gestalten. In Zukunft soll zum Schutze der Wälder auch kein Holz mehr zum Bau verwendet werden, sondern Lehm und Stroh.
Die Gemeinschaft toleriert in gewissem Rahmen Polygamie. Der Grund dafür ist laut den Bekundungen der Mitglieder, dass es in den Siedlungen mehr Frauen als Männer gebe und sich die Frauen ohne Partner „schlecht verwirklichen“ könnten. Diese Form des Zusammenlebens wird innerhalb der Ökopolis als „Dreieckfamilie“ bezeichnet.
Offiziell wird verlautbart, dass in der Ökopolis absolute Glaubens- und Religionsfreiheit herrsche und es wird angegeben:

„Wichtigstes Bestreben der Gemeinschaft ist die geistige Entwicklung, insbesondere zu lernen, niemals anderen gegenüber negative Gefühle oder Gedanken zu haben, sondern allen unermesslich Seelenwärme zu schenken, was auch immer geschehen mag.“

Gleichzeitig werden jedoch Liturgien abgehalten, deren Mittelpunkt die Verehrung des Himmlischen Vaters (der Gott des Neuen Testaments) ist. Er vertritt zudem die Ansicht:

„Die Jünger werden für sich nie bessere Bedingungen schaffen, wenn sie nicht in der Lage sind, ihrem Hirten das beste Leben zu verschaffen.“

Wissarion bezeichnete die von ihm gegründete Gemeinschaft anfangs als „Gemeinde des einheitlichen Glaubens“, später als „Kirche des Letzten Testaments“ (wobei das Letzte Testament die Gesamtheit der Schriften seit 1995 darstellt), dann als „Weltfriedenspol“. In russischer Sprache existieren bislang (Januar 2019) 27 Bände. Wissarion selbst wird von seinen Anhängern als Die Wahrheit, Das Wort oder Der Lehrer bezeichnet. Als Chronist der Gemeinschaft fungiert Wissarions Vertrauter Wadim Redkin (* 1958), der alle Ereignisse innerhalb der Ökopolis dokumentiert und sie in Jahresbüchern zusammenfasst. Die Gemeinschaft „Weltfriedenspol“ führt auch ein eigenes Symbol. Es handelt sich um ein christliches Kreuz, eingefasst in einen aus Blüten zusammengesetzten Kreis.

### Modellsiedlung

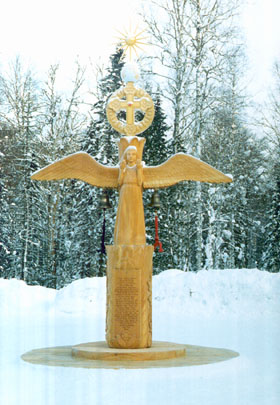
Der von Igor Mokhov gestaltete und am 7. Januar 1998 im Zentrum der Modellsiedlung aufgestellte Holzengel. Er wird von einem Kreuz in einem Kreis und darüber von einem kleinen Modell der Erde bekrönt. Die kleinen Glocken an den Flügeln läuten dreimal täglich zur Glorifizierung Gottes.

Schon im September 1994 legte Torop nach mehrtägigem Fußmarsch durch die Taiga in den Bergen südlich des Sees Tiberkul jenen Ort fest, an dem die Modellsiedlung der Gemeinschaft entstehen sollte. Verantwortlich für die Konstruktion, die sich über mehrere Jahre hinzog, war Sergei Tschewalkow, ehemaliger Oberst der sowjetischen Raketentruppen und Lehrer an einer der Militärakademien in Moskau. Um mit der Errichtung beginnen zu können, mussten Dutzende Nadelbäume gefällt werden. Hierzu wurden auf Verheißung Wissarions nur einfache Sägen verwendet, um das Gleichgewicht der Natur nicht zu zerstören. Das Baumaterial schaffte man mit Pferdewagen und speziellen Holzschlitten heran.
Die Modellsiedlung wird, seit sich Wissarion dort im Mai 1997 erstmals aufhielt, von den Gemeinschaftsmitgliedern als Stadt der Sonne, Wohnstätte der Morgendämmerung, Stadt der Handwerksmeister oder Neues Jerusalem bezeichnet. Sie liegt in einem Hochtal am Südrand des Tiberkulsees und somit knapp 20 Kilometer nordöstlich des Dorfes Scharowsk und per Straße etwa 120 Kilometer vom Rajonzentrum Kuragino entfernt (Lage). Die Modellsiedlung stellt die inoffizielle Hauptstadt der Gemeinschaft dar, da sie Wohnsitz Wissarions ist. Das Zentrum der Siedlung bildet ein übermannshoher, geschnitzter Holzengel, von dem 14 Wege radial abzweigen, was dem Dorf aus der Luft das Aussehen einer stilisierten Sonne verleiht. Der Engel ist jeden Sonntag der Ausgangspunkt einer Prozession, die auf den Gipfel des nahen Berges Suchja führt, auf welchem der Altar der Erde errichtet wurde. Dieser ist ein kleiner, etwa neun Meter hoher, offener und aus Holz gefertigter Pavillon mit vier Giebeln und einem Zwiebelturm. Ebenfalls am Berg gelegen ist das Haus des Segens, ein runder Bau mit flacher Kuppel, der für Treffen mit Wissarion dient sowie ein Glockenspiel, das alle drei Stunden die Gläubigen zur Andacht aufruft, einige Wohnhäuser und eine Gärtnerei. Insgesamt leben etwa 60 Familien mit 250 Personen, zumeist enge Vertraute Wissarions, in der Modellsiedlung. Sergei Anatoljewitsch Torop hält sich die überwiegende Zeit in der Stadt der Sonne auf und empfängt seine Schüler oder Anhänger. Nur etwa alle zwei Monate fährt er für knapp acht Tage in eine der anderen Siedlungen, zumeist nach Petropawlowka, um den Gemeinschaftsmitgliedern die Möglichkeit zu individuellen und gemeinsamen Treffen zu geben.

## Lehre
Seine Lehre bezeichnet Torop selbst als das Letzte Testament. Torop behauptet, dass das menschliche Wesen zweierlei Ursprünge habe. Der Körper sei, wie auch die Erde und alle anderen Lebewesen vom Schöpfer, dem Gottvater, erschaffen worden, wohingegen die Seele von Gottes Sohn entwickelt wurde. Der Mensch untersteht, dem Glauben der Gemeinschaft zufolge, zeitgleich den Gesetzen der materiellen und der geistigen Welt. Die Grundbausteine letzterer seien uneigennütziges Wirken und Handeln zum Wohle Anderer sowie die freie persönliche Wahl, die fortwährend sichergestellt sein müsse. Wissarions Schüler oder Anhänger haben das Ziel, diese Werte der geistigen Welt, die in ihren Augen vom Heiligen Geist erhalten wird, weiterzuvermitteln und zu verbreiten. Laut Wissarions Worten ist die Erdmutter heilig und lebendig. Mit dieser Erklärung legitimiert er heidnische Bräuche und die Beschäftigung mit Naturkräften, welche in der Regel von christlichen Gläubigen als Gotteslästerung angesehen werden. Wissarion meint jedoch, sie seien elementar, um mit der Erde in Dialog zu treten. Die materielle Welt werde, so Torop, vom Lebensgeist oder der universellen Lebensenergie, dem Prana, aufrechterhalten, und es sei wichtig, die Grundsätze der Harmonie, der Vernunft, des Karma, der Zweckmäßigkeit sowie der gegenseitigen nützlichen Zusammenarbeit zu achten und zu befolgen. Oberste Priorität im Glaubensgefüge der Gemeinschaft hat das Gesetz zur Entwicklung der Seele, dem zufolge der „Weg der Meister“ beschritten werden müsse, welcher dazu verpflichte, der Welt mit ehrlicher Handarbeit Liebe, Wärme und Licht zu bringen. Dies würde das natürliche Gleichgewicht erhalten und alte, von Menschen hervorgerufene Verletzungen der Erdmutter heilen.
Torops Lehren und Weltanschauungen sind sehr weit gefächert und überschneiden sich häufig mit anderen religiösen Überzeugungen. So finden sich Übereinstimmungen mit u. a. Taoismus, Islam, Christentum und Buddhismus. In den 1990er Jahren kritisierte Torop oftmals die Lehren der Russisch-Orthodoxen Kirche, behauptete allerdings Anfang der 2000er Jahre, dass die Ökopolis von dieser anerkannt und legitimiert sei, was die Kirchenoberen abstritten.
Wissarion strebt mit seinen Schülern oder Anhängern, wie es der ehemalige Name der „Kirche des letzten Testaments“ bereits andeutet, eine einheitliche Weltreligion an, weswegen als Grundlage seiner Lehren auch die Theosophie angesehen wird. Diese erhebt, mit Bezug auf Inhalte indischer Religiosität und Spiritualität, ebenfalls den Anspruch, einen gemeinsamen, wahren Kern in allen Religionen aufzuzeigen eine „allumfassende Bruderschaft der Menschheit“ zu begründen. Zwar rät er seinen Anhängern davon ab, die Bücher Helena Petrovna Blavatskys, der Mitbegründerin der Theosophischen Gesellschaft, zu lesen, gleichzeitig enthalten seine Verlautbarungen aber oftmals Gedankengut, das dem theosophischen nahesteht. Sogar die Vorstellung von aufgestiegenen Meistern findet sich in seiner Lehre wieder:

„Die eindrucksvollsten Missionen solcher Art erfüllten einige östliche Meister, die vom Absolut kamen. Sie besaßen kein geistiges Gewebe. Ihre Mission beendend, verschwand ihr Körper bei bestimmten wunderlichen Erscheinungen, eine feinere Hülle der materiellen Lebenskraft zurücklassend. Wonach die Meister in eine Welt gingen, die das Himmlische Shambala genannt wird. Diese Welt hat mit der Welt des Himmlischen Vaters nichts gemein.“

Hansjörg Hemminger und Joachim Keden glauben, in den Thesen und Aussagen Wissarions neohinduistische Züge und Lehren zu erkennen. So spreche Torop in seinen Reden und Predigten von Seelenwanderungen, die mit Reinkarnationen gleichzusetzen seien. Ferner verfüge Torop über sehr gute Kenntnisse der neohinduistischen Guru-Szene um die umstrittenen Gurus Haidakhan Babaji und Sathya Sai Baba, wobei er letzteren persönlich kannte. Dieser könnte Torops Vorstellungen beeinflusst haben, da auch er, ähnlich Wissarion, eine einheitliche Weltreligion, die so genannte Sai-Religion, propagiert. Ferner vermuten die beiden Autoren, dass in dem Glaubensgefüge des Letzten Testaments auch Aspekte der in den 1970er Jahren aufgekommenen New-Age-Esoterik gebe. Diese sieht ein baldiges Ende des Fischezeitalters voraus, welches mit Kriegen, Hass, Leid und engstirnigen Denkweisen unsere Zeit bestimmt habe. Es soll vom Wassermannzeitalter, einer Epoche des Glücks, der Einheit, des Friedens und des ganzheitlichen Bewusstseins abgelöst werden. In diesen Ansätzen bestünden Parallelen zu den Reden Wissarions, zumal auch innerhalb der New-Age-Bewegung die Mystik und Verehrung der Natur sowie die Hochhaltung des naturverbundenen, einfachen Lebens eine wichtige Rolle spielt.

## Bekanntheit und Außenwirkung
In den Wirren des Zerfalls der Sowjetunion wurde Torop mit der sich um ihn sammelnden Gemeinschaft zunächst kaum wahrgenommen, zumal er ein äußerst dünn bevölkertes Siedlungsgebiet gewählt hatte. Aus diesem Grunde beschränkte sich seine Bekanntheit zu Beginn seines Wirkens auf seine Gemeinschaft und die unmittelbare geographische Umgebung. Zwar waren schon vor seinem angeblichen Erweckungserlebnis einige regionale Fernsehstationen auf ihn aufmerksam geworden; dieses Interesse rührte jedoch aus seiner Begabung als Maler. So wurde beispielsweise 1988 eine Dokumentationssendung über ihn abgedreht, die ihn als Künstler lokal bekannt machte.
Nach der Gründung der Gemeinschaft geriet Torop immer öfter in den Blickpunkt der Öffentlichkeit. Dieser bediente er sich, um auch entfernter lebende Personen von seinen Ideen zu überzeugen und sie als neue Anhänger oder Schüler zu gewinnen. Zu diesem Zweck unternahm er speziell Anfang der 1990er Jahre zahlreiche Reisen durch die ehemaligen Ostblockstaaten, aber auch nach Westeuropa. Er nutzte diese Fahrten, um Gespräche mit Privatpersonen, Gruppen und Gruppierungen und Interviews mit Medienvertretern zu führen sowie Reden zu halten. Nachfolgend sind einige seiner Reisen wiedergegeben:
| Datum                                     | Staat                              | Stadt / Ort                                                                                                |
| ----------------------------------------- | ---------------------------------- | --- |
| Juli 1992                                 | Ukraine Russland 1991              | Tscherkassy, Kiew, Charkiw, Woronesch                                                                      |
| 1992                                      | Israel                             | Nazaret, Jerusalem, Betlehem, Berg Tabor                                                                   |
| August 1992                               | Belarus 1991 Ukraine               | Homel, Narovlja, Minsk, Hrodna, Brest, Lemberg, Iwano-Frankiwsk, Czernowitz                                |
| Oktober 1992                              | Russland 1991 Ukraine Kasachstan   | Krasnodar, Diwnogorsk, Gelendschik, Sotschi, Jalta, Hursuf, Simferopol, Sewastopol, Almaty                 |
| Ende Oktober 1992                         | Lettland Russland 1991             | Riga, Sankt Petersburg                                                                                     |
| 27. April 1994 – 10. Mai 1994             | Zypern Republik Israel Agypten     | Betlehem, Nazaret (Berg Tabor), Jordan, See Genezareth, Jerusalem, Eilat, Berg Sinai, Tel Aviv-Jaffa       |
| 18. Mai 1994 – Anfang Juni 1994           | Italien Spanien Frankreich Belgien | Sizilien, Rom, Lido di Roma, Barcelona, Tours, Paris, Brüssel                                              |
| Ende September 1994 – Anfang Oktober 1994 | Moldau Republik Ukraine Russland   | Chișinău, Odessa, Chortyzja, Charkiw, Kiew, Simferopol, Noworossijsk, Selenograd                           |
| 15. November 1994 – Ende November 1994    | Russland                           | Jekaterinburg, Tscheljabinsk, Perm, Ischewsk, Kasan, Nischni Nowgorod, Iwanowo, Wladimir, Sankt Petersburg |
| 1995                                      | Indien                             | Neu-Delhi, Bengaluru                                                                                       |
| 1998                                      | Deutschland Frankreich             | Köln, Frankfurt, Paris                                                                                     |
| 2000                                      | Deutschland Niederlande Italien    | Köln, Güstritz, Goslar, Hannover, Bad Belzig/ZEGG, Berlin, Hamburg, Amsterdam, Stuttgart, Italien/Damanhur |
| 2002                                      | England Deutschland                | England, Seifen, Goslar, Göttingen                                                                         |
| 20. Juni 1997 – 14. Juli 1997             | Vereinigte Staaten                 | Brooklyn, San Francisco, Los Angeles, Lancaster (Amische), Queens                                          |
| 2004                                      | Bulgarien                          | Sofia |

Im Oktober des Jahres 1992 sprach er in der kasachischen Hauptstadt Almaty auf dem Internationalen Kongress der Geistigen Einmütigkeit und im Frühling 1994 traf er sich mit Vertretern des russischen Präsidenten Boris Nikolajewitsch Jelzin in seiner Geburtsstadt Krasnodar. Wenige Wochen darauf traf er auf seiner Reise durch Westeuropa in Barcelona den russischen Generalkonsul. Während seiner Indienreise 1995 besuchte Torop in Neu-Delhi das Haus der Andacht der Bahai sowie in Puttaparthi nahe Bengaluru den Ashram des populären aber umstrittenen Gurus Sathya Sai Baba. Im Mai 1997 lud man Torop zur Konferenz der Weltreligionen nach San Francisco ein. Er verweigerte jedoch aus formalen Gründen seine Teilnahme, da er darauf bestand, mit zwei Begleitern zu reisen. Die Organisatoren der Konferenz gaben ihm jedoch zu verstehen, dass jede der geladenen 200 Religionsvereinigungen lediglich von einem Vertreter repräsentiert werden dürfe, da andernfalls die Arbeitsfähigkeit und Finanzierung des Treffens nicht gewährleistet werden könne. Wenige Wochen später unternahm Torop mit einigen seiner Anhänger eine eigene Reise in die Vereinigten Staaten. Am 15. Juli 1997, unmittelbar nach der Rückkehr aus den USA, wurde er von Cable News Network und 2004 in Bulgarien von Darik Radio, der größten privaten Radiostation des Landes, interviewt.
Neben seiner Funktion als Vorsteher der Ökopolis Tiberkul geht er auch weiterhin seiner Tätigkeit als Maler und Zeichner nach. Seine Werke finden besonders in der Gemeinschaft Unabhängiger Staaten Anklang, während sie beispielsweise in Europa nahezu unbekannt sind. Im Jahre 2006 eröffnete Torop in Anwesenheit des ehemaligen ukrainischen Präsidenten Leonid Kutschma in Kiew eine Ausstellung mit von ihm geschaffenen Exponaten.
Schon 1993 begleitete der deutsche Regisseur, Schauspieler und Autor Werner Herzog die Mitglieder der „Kirche des letzten Testaments“ mit einem Kamerateam in seiner filmischen Dokumentation Glocken aus der Tiefe: Glaube und Aberglaube in Russland. Trotz dieses Films und der Besuche Wissarions in Deutschland in den Jahren 1998, 2000 und 2002, die er zumeist in Verbindung mit Reisen in andere westeuropäische Staaten unternahm, waren Torop und seine Gemeinschaft hierzulande bis in die 2000er Jahre nur Wenigen bekannt. Einer breiten Öffentlichkeit bewusst wurde sein Wirken erst durch entsprechende Artikel in den Nachrichtenmagazinen Stern und Der Spiegel.

## Filmberichte über Torop und seine sibirische Gemeinschaft
- Glocken aus der Tiefe / Originaltitel Bells from the Deep – Faith an Superstition in Russia. Dokumentarfilm von Werner Herzog, 1993.[7]
- The Second Coming. Dokumentation von National Geographic, 2010[8]
- I Am Jesus ist eine 75-Minuten-Doku der Fabricia Production (Italien/USA) aus dem Jahre 2010[9]
- Siberian Cult Leader Thinks He’s Jesus. Dokumentation von VICE TV (USA), 2012[10]
- Christmas with Christ. Dokumentation des norwegischen Fotografen Jonas Beniksen, gesendet bei NRK TV (Norwegen), 2017[11]
- Sinnsuche in Sibirien: der wiedergeborene Jesus Christus. Reportage von arte, 2019[12]
- The Russian cult leader who thinks he is Jesus BBC Reel Documentation.[13]